# De sköna konsterna

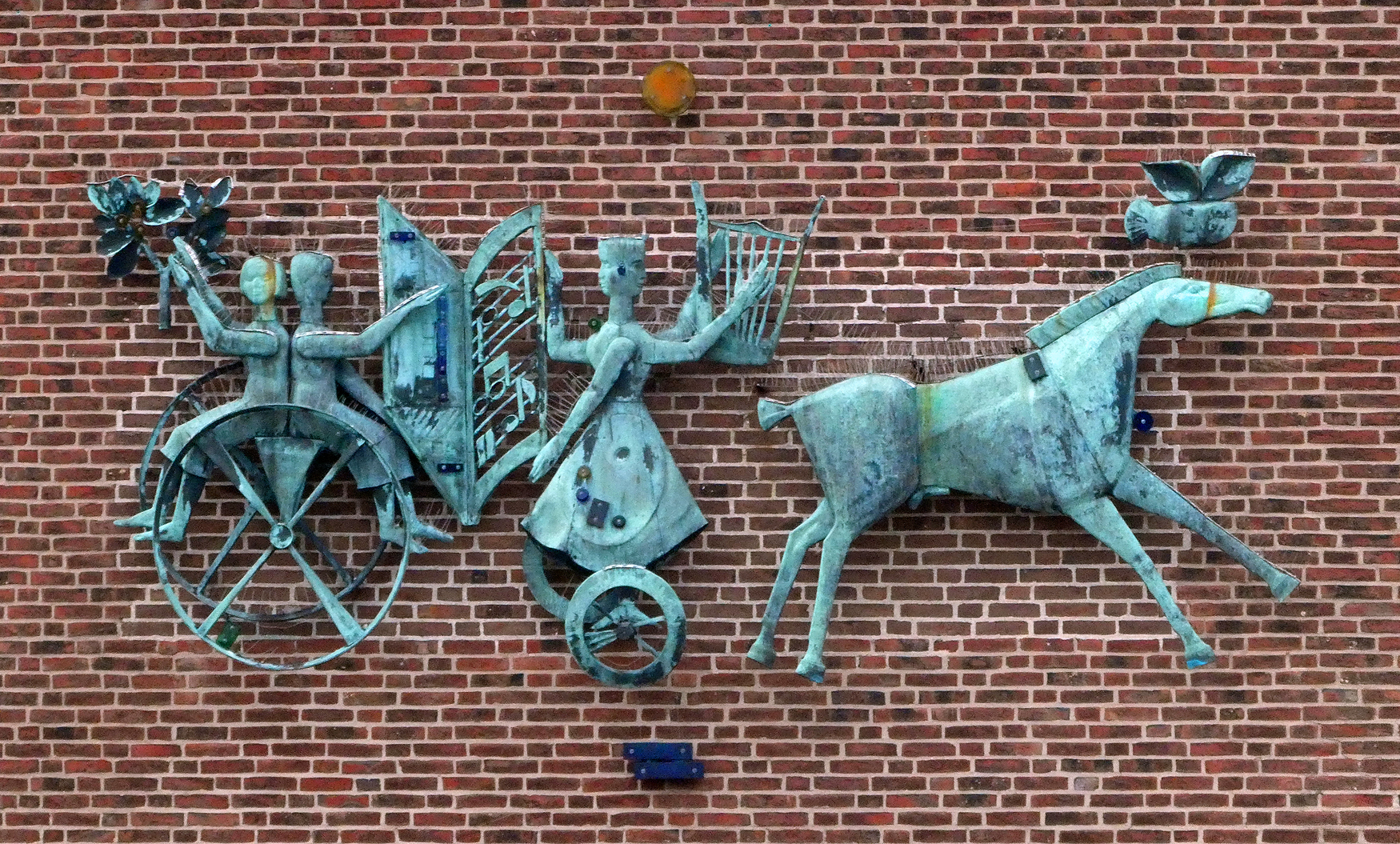
De sköna konsternas vagn - Ett konstverk av Åke Jönsson med inslag av de sköna konsterna.

De sköna konsterna, ibland skön konst, skönkonst, även fri konst, avser - i kontrast till brukskonst - traditionellt de konstnärliga uttryck vars främsta inriktning är estetiska eller därmed förenliga värden, varav följande fem konster brukar inräknas:
- De bildande konsterna:
  - Måleri
  - Skulptur
  - Arkitektur
- De ljudande konsterna:
  - Poesi
  - Musik

Den traditionella definitionen exkluderar andra konstarter som av vissa senare kommit att räknas som skönkonst. Till exempel:
- Prosa
- Teater
- Dans
- Film[1]
- Fotografi
- Tecknade serier[2]